# Flugwerft Schleißheim

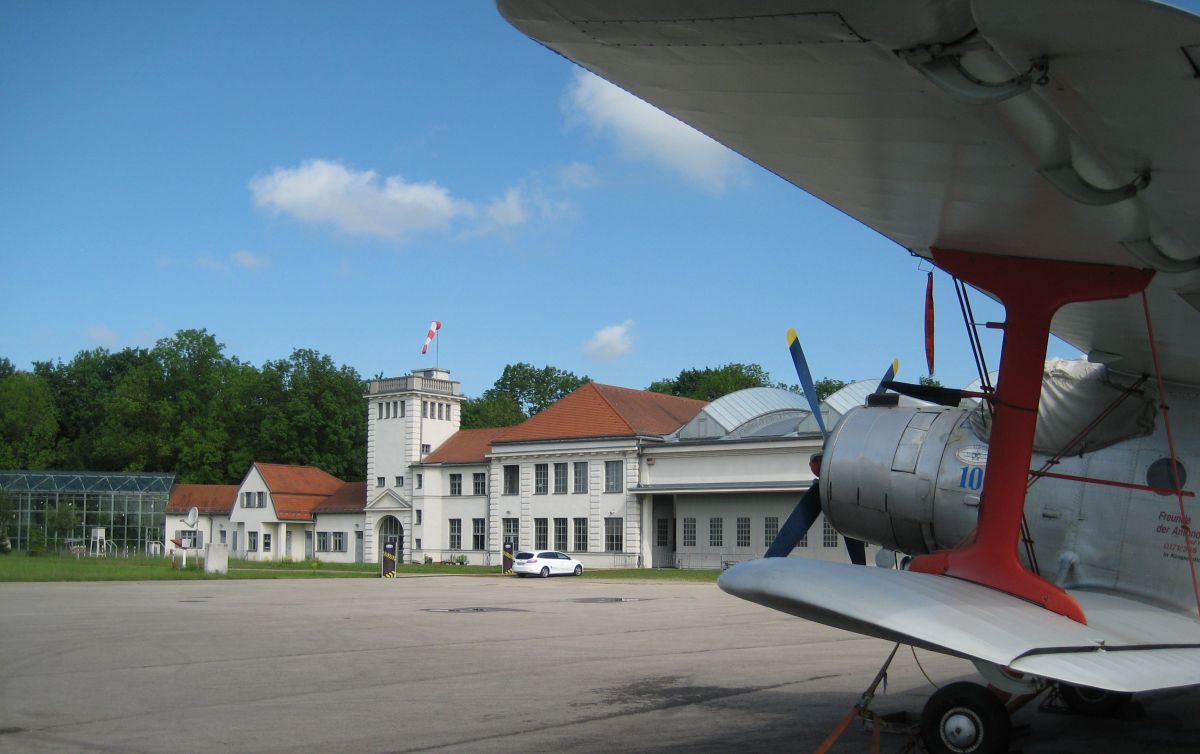
Stará hala loděnice a velitelství, postavené v letech 1912–1918.

Flugwerft Schleißheim (celý název: Deutsches Museum – Flugwerft Schleißheim) je letecké muzeum a jednou z poboček Deutsches Museum v německém Mnichově. Nachází se na místě bývalé letecké vojenské základny Schleißheim v obci Oberschleißheim asi 15 km severně od Mnichova a je umístěno ve dvou budovách: v rekonstruované budově z dob bavorského královského letectva (1912–1919) a v nové výstavní hale, kterou navrhla architektonická kancelář Reichert Pranschke Maluche Architekten. Muzeum bylo otevřeno 18. září 1992.
Muzeum mapuje především vývoj německé letecké techniky od počátku po dnešek. Jsou zde vystaveny exponáty z oblasti letectví a kosmonautiky jako jsou letouny, vrtulníky, letecké motory a také letecký simulátor. K dispozici je prosklená letecká dílna, kde mohou návštěvníci sledovat restaurování letadel.
V areálu historického letiště Flugwerft se každoročně koná oblíbená akce Oldtimer Fly-In.

## Exponáty

### Vrtulové letouny
- Antonov An-2, 1965
- Bölkow 209 Monsun, 1971
- Bücker Bü 133
- Bücker Bü 181 Bestmann, 1944
- Cessna 195, 1948
- Dornier Do 24 T-3, 1943
- Douglas C-47D (DC-3), 1944
- Fieseler Fi 156 C, 1939

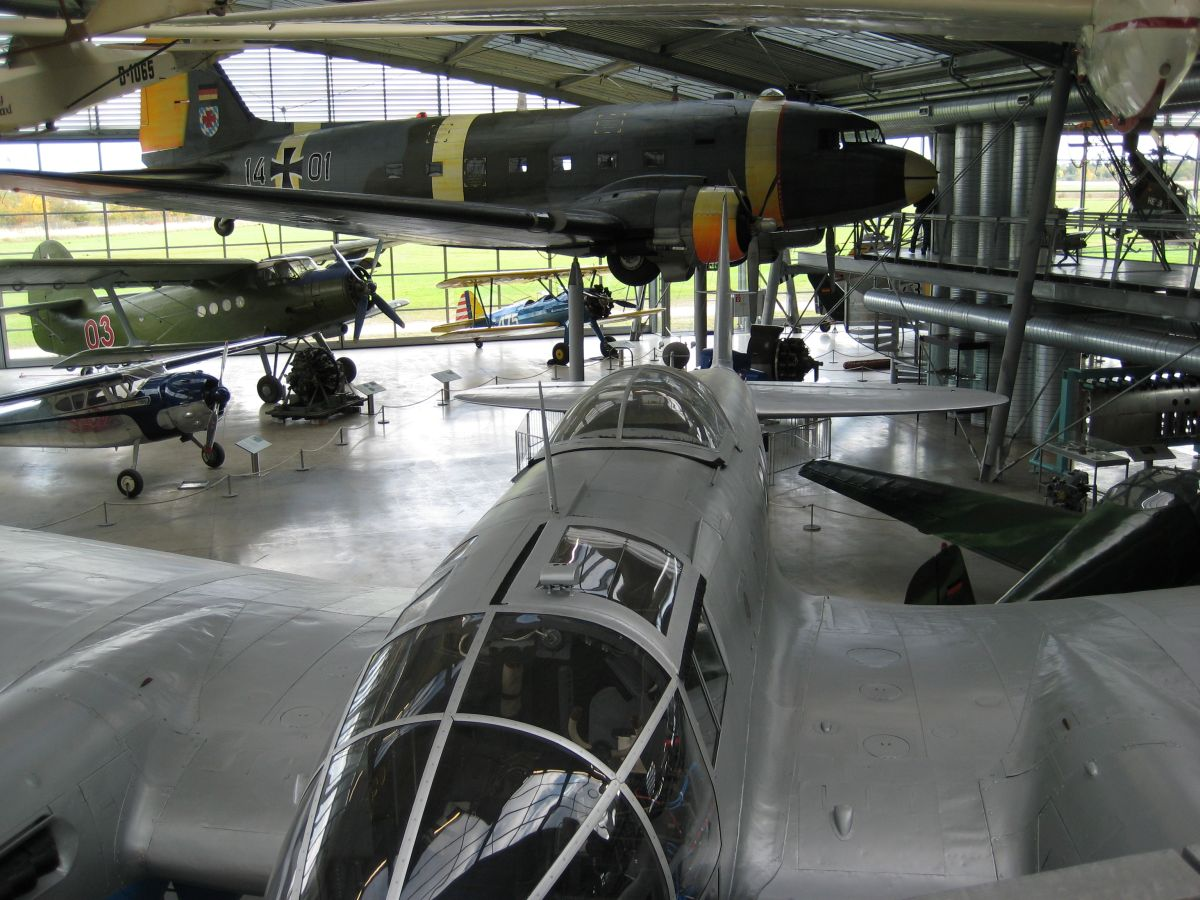
Nová hala, přední část

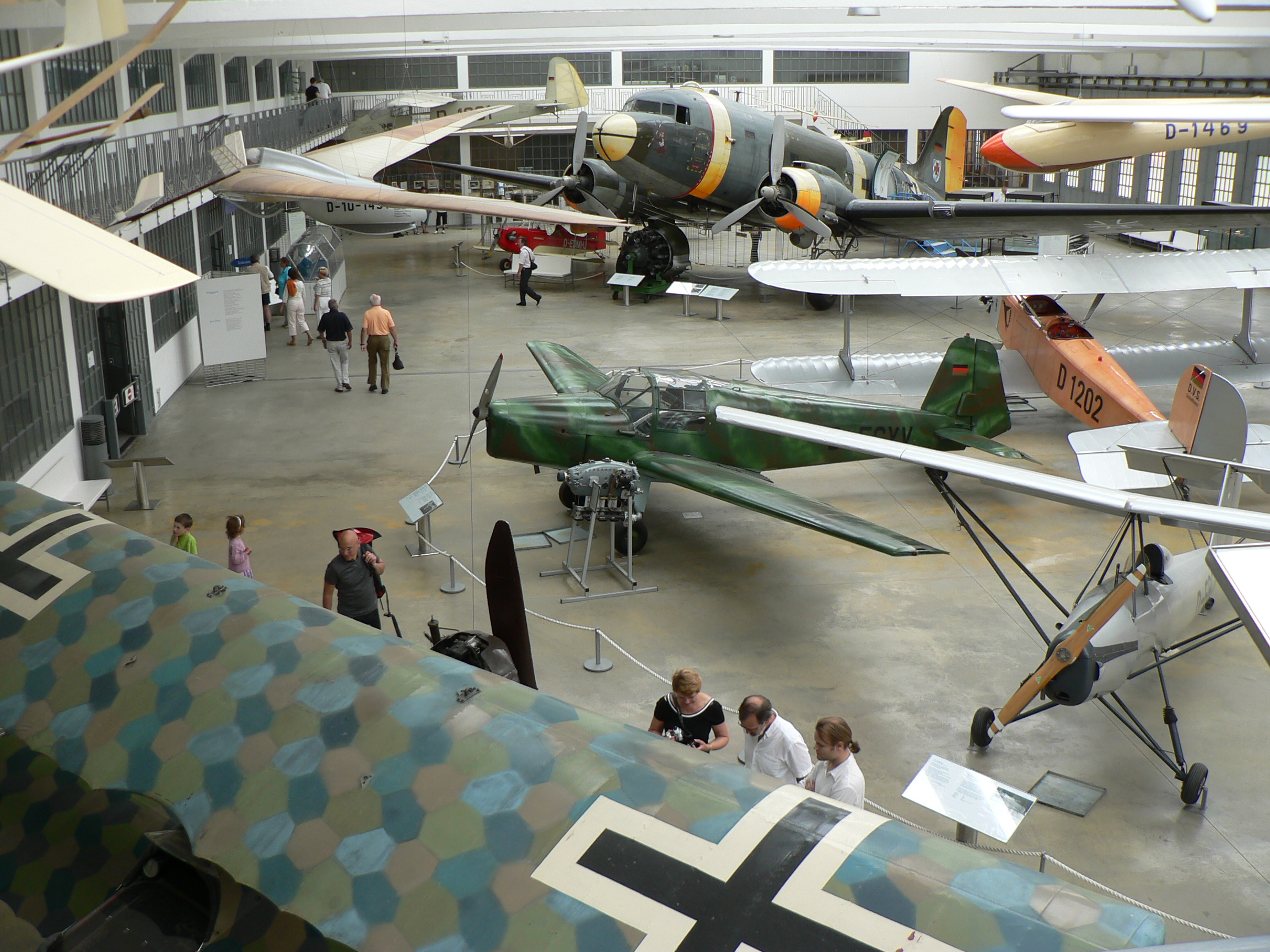
Stará hala

- Focke-Wulf Fw 44 J Stieglitz, 1939
- Fokker D.VII, 1918
- Heinkel He 111 (CASA 2.111B), 1950
- Lancair IV, 1991
- LET Z-37 A Čmelák, 1969
- LF 1 Zaunkönig, 1943
- MBB 223 Flamingo PFM, 1979
- Messerschmitt Bf 109E, 1940
- Müller DDMH 22, 1999
- Pützer Motorraab, 1957
- Raab Krähe IV, 1964
- Rochelt Musculair 2, 1985
- Udet U 12 Flamingo, 1925
- Arco, 1985
- Ranger M, 1980
- Valentin Taifun 17E, 1985
- WACO YKS-6, 1936
- Jakovlev Jak-50, 1979

### Proudové letouny
- EADS / Boeing X-31, 1991
- Eurofighter EF-2000 DA 1, 1994
- Helwan HA-300, 1964

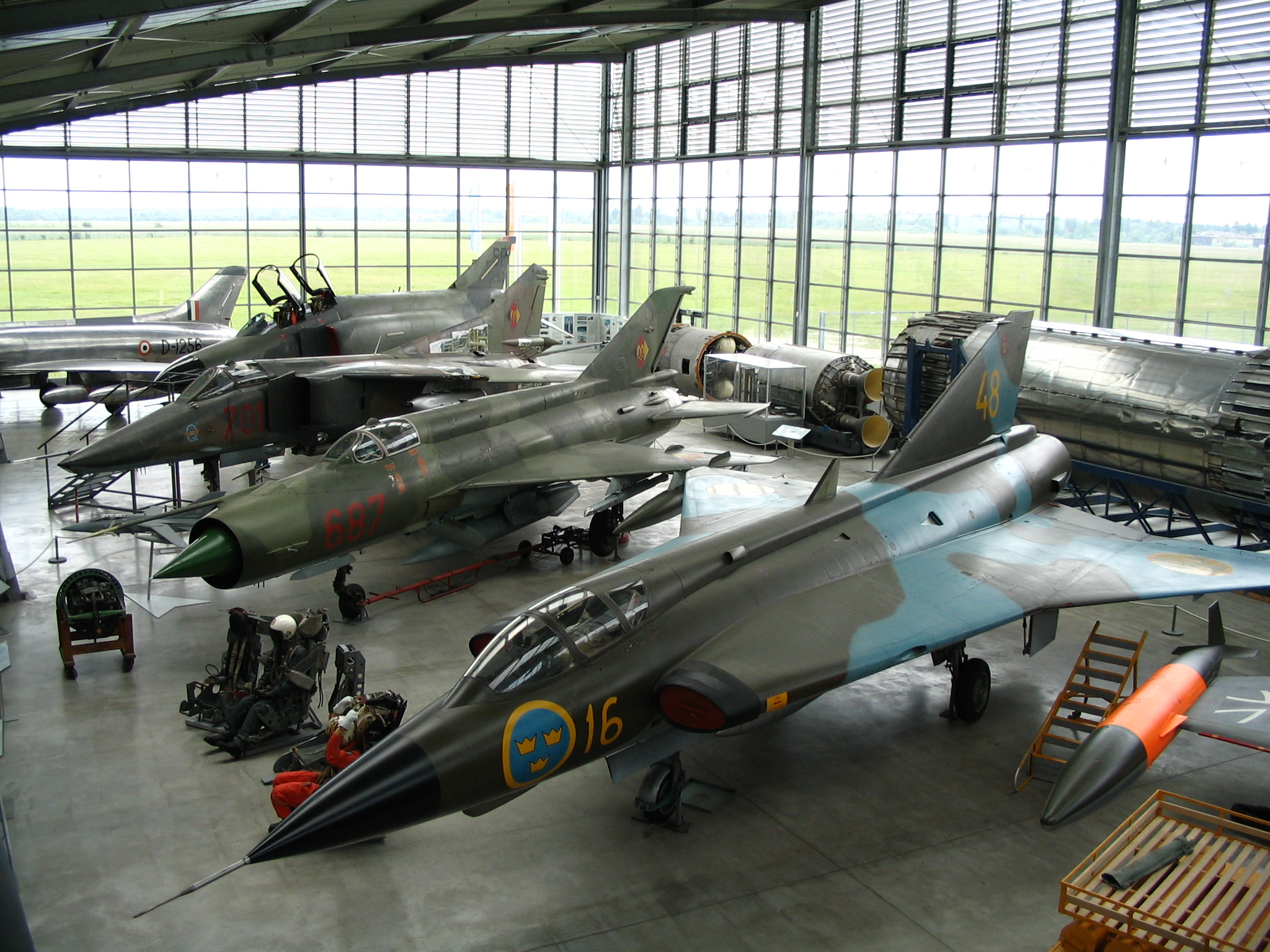
Nová hala, zadní část

- Hindustan Aeronautics Ltd. HAL HF 24 Marut, 1964
- Lockheed T-33A, 1954
- Lockheed F-104F Starfighter, 1959
- McDonnell Douglas F-4E Phantom II, 1968
- Messerschmitt Me 163, 1941
- Messerschmitt Me 262, 1942
- MiG-21 MF, 1972
- MiG-23 BN, 1980
- North American F-86 (Canadair CL-13 B Sabre Mk 6), 1957
- VFW 614, 1977
- Panavia Tornado IDS, 1985
- Saab J 35A Draken, 1961

### Letouny s kolmým startem (VTOL)
- Dornier Do 31 E-3, 1967
- VFW-Fokker VAK 191 B, 1970

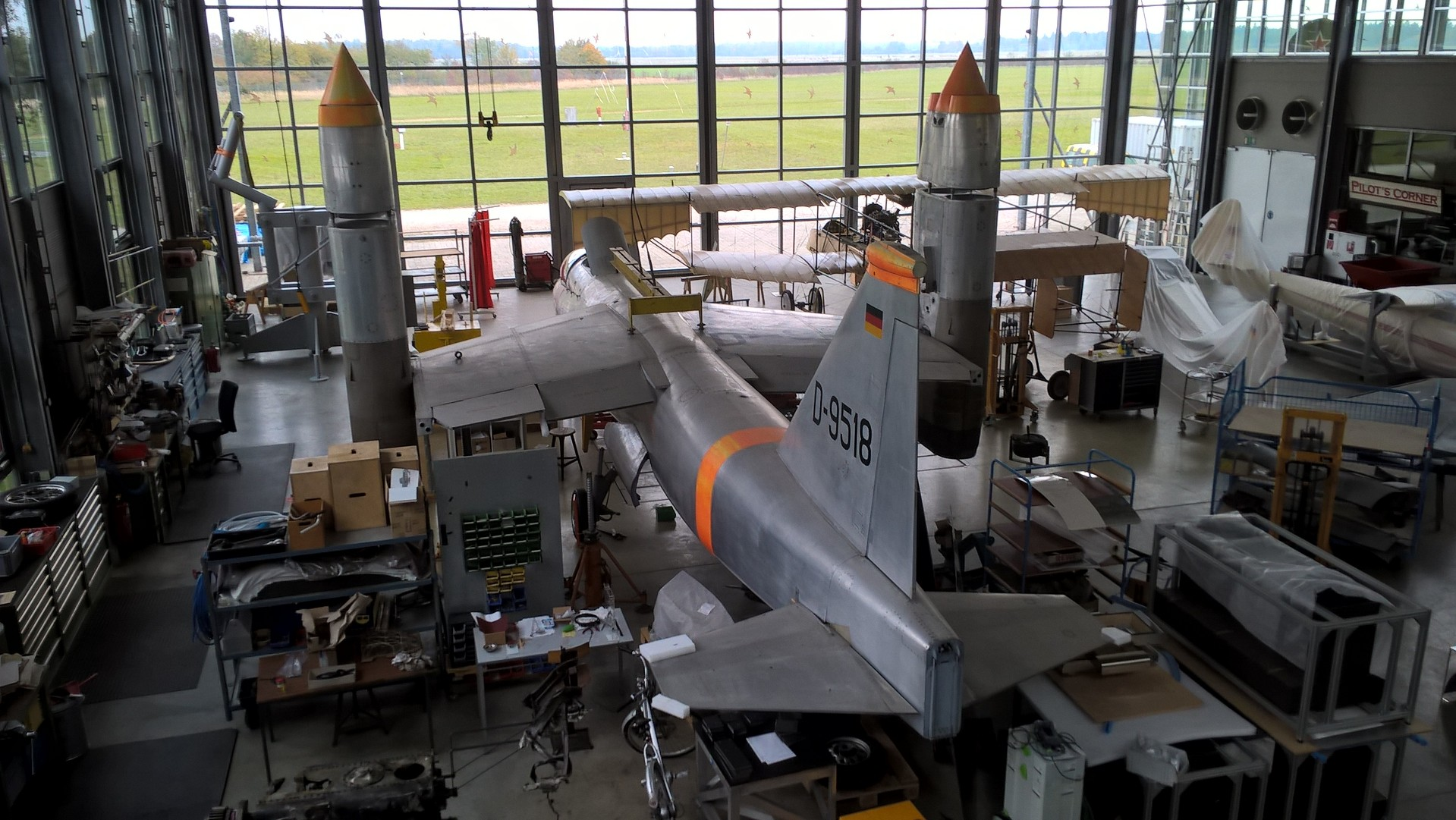
Experimentální letoun EWR VJ 101 v restaurátorské dílně

- Dornier Aerodyne E1 (Drohne), 1972
- VJ 101, 1963

### Kluzáky
- Akaflieg Karlsruhe AK-1, 1971

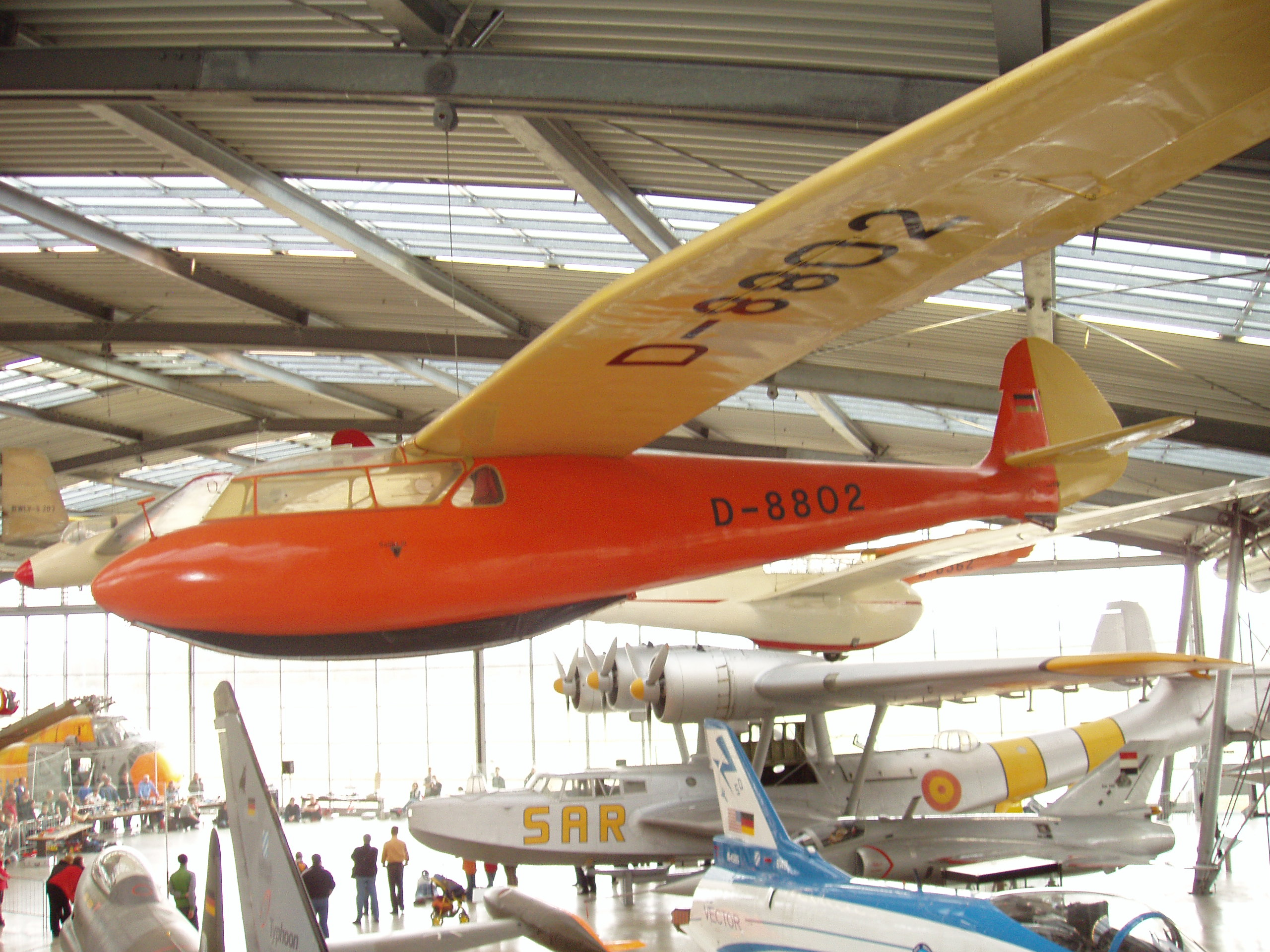
Kluzák Condor IV

- Akaflieg München Mü 10 Milan, 1934
- Akaflieg München Mü 27, 1979
- Akaflieg Stuttgart fs-29 TF, 1975
- Bölkow Phoebus C, 1967
- Condor IV, 1952
- Doppelraab IV, 1953
- Fauvel AV-36 CR, 1957
- Goevier III, 1952
- Grunau Baby IIb, 1944
- Horten H IV, 1943
- Hütter H 17, 1942
- Kaiser Ka 1, 1960
- Kranich II, 1942
- Olympia Meise, 1959
- Scheibe Mü 13 E Bergfalke I, 1952
- Schulgleiter SG-38, 1939
- Slingsby T-38 Grasshopper, 1960
- SZD-9 bis 1E Bocian, 1970
- Wolfmüller Gleitflugapparat, 1907

### Závěsné kluzáky
- Flight Design Exxtacy, 1999
- Huber Alpengleiter, 1972
- Laser 12.8, 1992
- Lilienthal Normal-Segelapparat, 1894 (replika 1958)
- Pelzner-Hängegleiter, 1920 (replika 1960)
- Super Gryphon, 1980

### Vrtulníky
- Bell UH-1D, 1970
- Kamov Ka-26, 1970
- RHCI Mini-500, 1999
- Sikorsky S-58 (H-34 G), 1963
- SNCASE S.E. 3130 Alouette II, 1961

### Rakety
- A4 (V2), 1944
- Europa, 1971
- Ariane 5, (Booster), 1990

### Letecké motory

#### Pístové motory

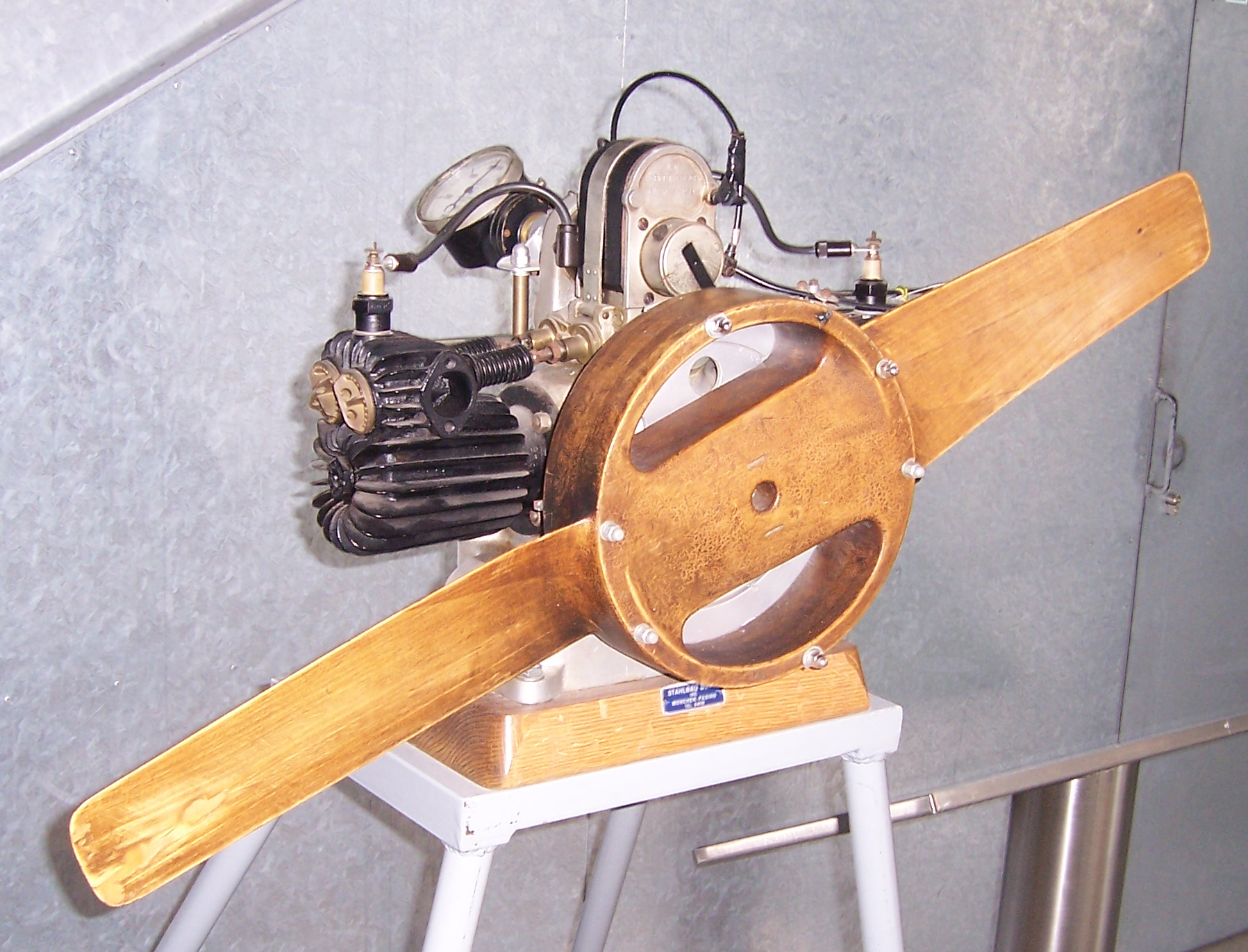
Pístový motor BMW M2 B15

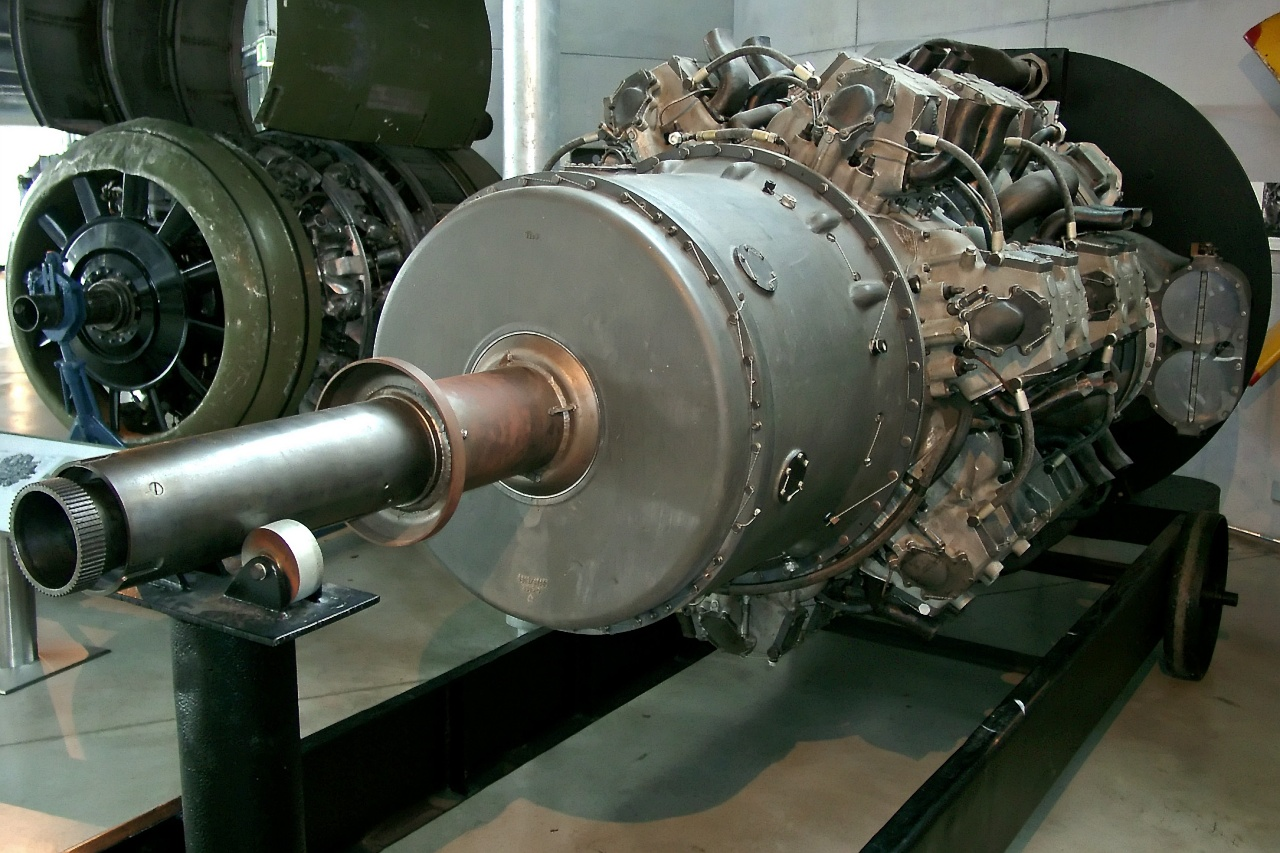
Hvězdicový motor BMW 803

- Körting 8 SL 116, 1908
- Rumpler Aeolus, 1910
- Argus Typ 4, 1912
- Mercedes D III, 1918
- Wright-Lawrence L 4, 1920
- BMW M2 B15, 1920
- Salmson AD 3, 1923
- Haacke HFM 3, 1924
- Farman 12 WE, 1925
- Junkers L 5, 1925
- Hirth HM 60, 1931
- BMW 132A, 1933
- Argus A 17a, 1933
- de Havilland Gipsy Major, 1934
- Hirth HM 504, 1935
- Walter Mikron 4-II, 1936
- Jumo 211F, 1941
- Daimler-Benz DB 610, 1942
- BMW 801 TJ, 1944
- BMW 803, 1944
- Pratt & Whitney Twin Wasp, 1950
- Pratt & Whitney Wasp, 1953
- Alvis Leonides, 1960
- Lycoming GO-480, 1965
- Lycoming TIO-360, 1979
- Porsche PFM 3200, 1984

#### Proudové motory

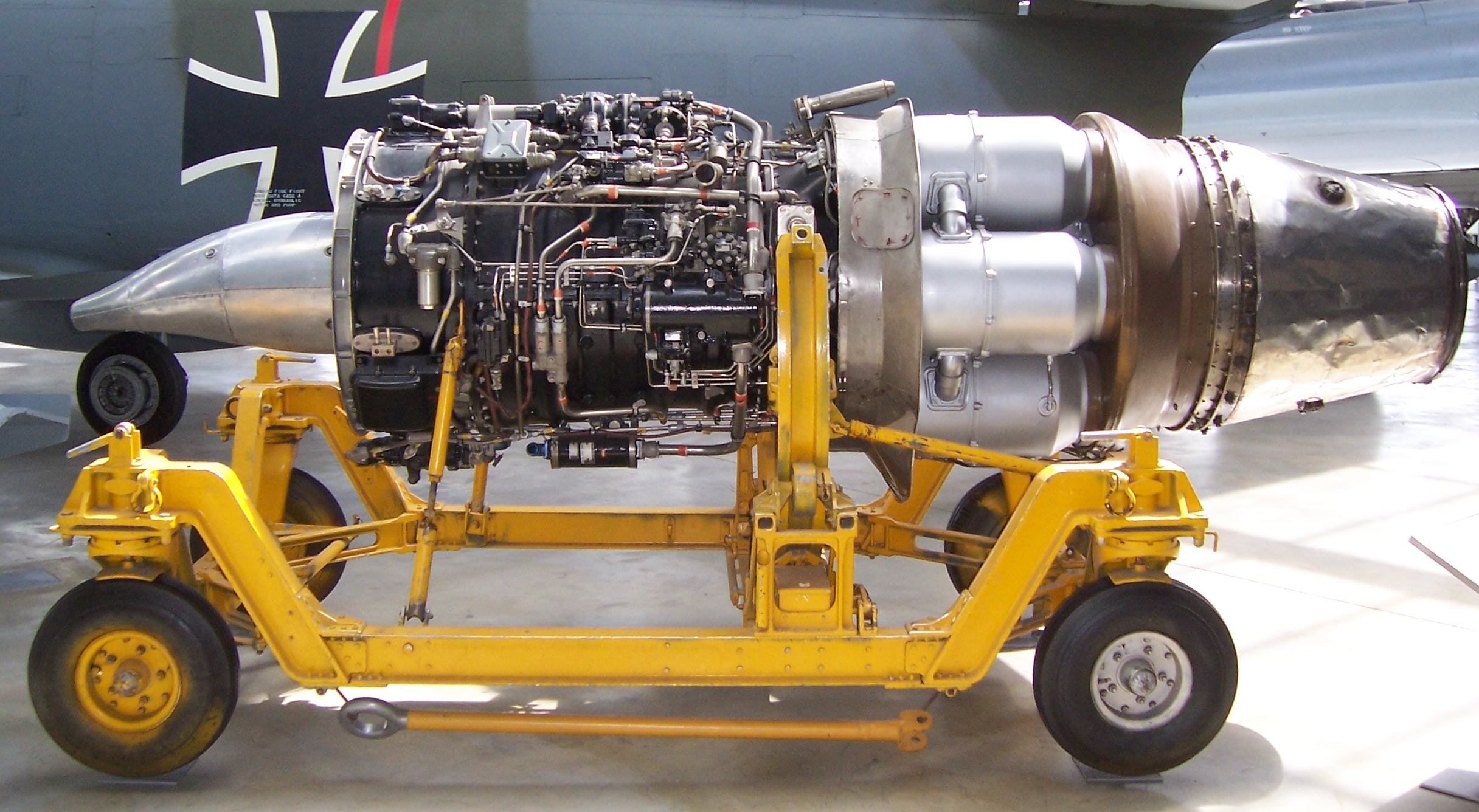
Proudový motor Avro Canada Orenda 14

- Klimov RD-45, 1950
- Allison J33 A, 1953
- Wright J65, 1955
- Avro Canada Orenda 14, 1957
- Bristol Orpheus 703, 1960
- Rolls-Royce RB 162, 1962
- RR / MTU RB 145R, 1963
- General Electric J79, 1964
- RR / MTU RB 193, 1965
- RR / Snecma M 45 H, 1971
- Tumanskij R-29, 1980

#### Turbovrtulové motory
- Armstrong Siddeley Double Mamba, 1960
- Lycoming T53, 1961